# ヒリンドン区
ヒリンドン・ロンドン自治区 (ヒリンドン・ロンドンじちく、英: London Borough of Hillingdon) は、イングランドのロンドン最西端に位置するロンドン自治区。1963年ロンドン政府法により設置された :5 。
2001年の国勢調査によると、区の人口は243,006人。かつての歴史的カウンティであるミドルセックス州のルイスリップ・ノースウッド、アクスブリッジ、ヘイズ・アンド・ハーリントン、イェウスレー・アンド・ウェスト・ドライトンの区域が合併して誕生した。今日では、ヒースロー空港とブルネル大学が区内に所在し、ブロムリー区に次いで、ロンドン32区の中で二番目に大きな面積を有する。
アクスブリッジのシビック・センターを拠点とするヒリンドン・カウンシルが区の行政を担う。行政の便宜上、区の領域は工業地帯の南地区と郊外住宅地の北地区の南北2地域に区分される。住宅地の大部分は1900年代初頭にメトロポリタン鉄道のハロー・オン・ザ・ヒル駅 - アクスブリッジ駅間の延伸開業にあわせて、沿線に次々と駅が開業していき発展したことで、“メトロ・ランド”の名で知られる。

## 地区
- アクスブリッジ
- イーストコート（英語版）
- イーストコート・ヴィレッジ（英語版）
- イーディング（英語版） (一部はイーリング・ロンドン特別区の区域)
- イェウスレー（英語版）
- イッケナム（英語版）
- ウェスト・ドライトン（英語版）
- ウッド・エンド・グリーン（英語版）
- カウリー（英語版）
- カウリー・ピーチー（英語版）
- コーラム・グリーン（英語版）
- サウス・ヘアフィールド（英語版）
- サウス・ルイスリップ（英語版）
- シップソン（英語版）
- ニューイヤーズ・グリーン（英語版）
- ノースウッド（英語版）
- ノースウッド・ヒルズ（英語版）
- ノース・ヒリングドン（英語版）
- ハーモンドワース（英語版）
- ハーリントン（英語版）
- ヒースロー
- ヒリンドン
- ヒリンドン・ヒース（英語版）
- ヒル・エンド（英語版）
- ヘアフィールド（英語版）
- ヘアフィールド・グラブ（英語版）
- ヘイズ（英語版）
- ヘイズ・タウン（英語版）
- ルイスリップ（英語版）
- ルイスリップ・ガーデンズ（英語版）
- ルイスリップ・コモン（英語版）
- ルイスリップ・マナー（英語版）
- ロングフォード（英語版）

## 関係者
出身者
- ライオネル・ロビンズ（経済学者）
- オズワルド・モリス（映画撮影監督）
- ジェーン・シーモア（女優、ボンドガール）
- デーン・スカーレット（サッカー選手）

居住その他ゆかりある人物

## 空軍基地
民間空港のヒースロー空港があるほか、区内にはイギリス空軍のノーソルト空軍基地が現在稼働中である。
かつては、イーストコート空軍基地、サウス・ルイスリップ空軍基地、ウェスト・ドライトン空軍基地、ウェスト・ルイスリップ空軍基地、アクスブリッジ空軍基地が置かれていた。